# La Voivre (Vosges)
La Voivre település Franciaországban, Vosges megyében. Lakosainak száma 656 fő (2022. január 1.). La Voivre Moyenmoutier, Étival-Clairefontaine, Hurbache, Nompatelize, Saint-Dié-des-Vosges és Saint-Michel-sur-Meurthe községekkel határos.

## Népesség
A település népességének változása:
| Lakosok száma | 712  | 699  | 714  | 686  | 682  | 676  | 672  | 664  | 656  |
|               | 2013 | 2015 | 2016 | 2017 | 2018 | 2019 | 2020 | 2021 | 2022 |